# Звезда (радиостанция)
Радио «Звезда» — российская информационно-разговорная радиостанция, уделяющая особое внимание патриотической, военной и просветительской тематике. Основу вещания составляют исторические и познавательные программы, аудиокниги, отечественная поп- и рок-музыка 1990-x и 2000-х годов, а также регулярные выпуски новостей.
Входит в состав OAO «Телерадиокомпания Вооружённых Сил Российской Федерации „ЗВЕЗДА“».

## История
Радиостанция «Звезда» вышла в эфир 7 августа 2006 года в Москве, однако на протяжении первых 2,5 лет вещания устойчивого интереса аудитории её программы не вызывали.
9 мая 2009 года после прихода новой команды под руководством М. Эйдельмана и Е. Серова был проведен перезапуск радиостанции.
В апреле 2013 года радиостанция начала продавать рекламу через проект сейлз-хауса «Европейской медиагруппы» «Тотальное радио».

### Литературное вещание
Основу литературного вещания, составляющую концепцию радиостанции, составляют:
- классика отечественной и мировой литературы
- историческая проза
- юмористические рассказы
- фронтовые повести
- мемуары полководцев, государственных деятелей, путешественников и первооткрывателей, писателей, музыкантов и художников
- приключенческие романы и детективы
- биографии и книги серии «Жизнь замечательных людей»
- научно-познавательная литература

Особое внимание уделяется звуковому оформлению аудиокниг.

## Рейтинги
Программы ориентированы на мужчин в возрасте от 35 лет и старше.
В 2009 году радиостанция по рейтингам занимала последнее 54-е место среди радиостанций Москвы.
За январь — март 2013 года радио «Звезда» с ежедневной аудиторией в среднем 300,9 тыс. слушателей занимало 29-е место среди радиостанций Москвы.
За июнь — август 2020 года СМИ имело ежедневную аудиторию в 433,6 тыс. слушателей занимало 23-е место среди радиостанций Москвы

## Руководители радиостанции
Главный редактор СМИ «Национальная радиостанция „Звезда“ FM» (с 2013 года) — Алексей Пиманов, президент медиахолдинга «Красная Звезда»
Руководитель дирекции радиовещания телерадиокомпании «Звезда» (с 2008 года) — Михаил Эйдельман, академик РАР
Генеральные продюсеры радиостанции:
- Егор Серов (2008—2014)
- Игорь Мушастиков (2014—2019)

## Индустриальное признание
- Номинант Национальной премии «Радиомания»
- Лауреат Национальной премии «Радиомания»

## Акции
- «Спасская башня» — август-сентябрь 2009 г. В рамках этой акции состоялся розыгрыш билетов на фестиваль военных оркестров «Спасская башня», а также конкурс, победители которого попали на экскурсию во дворцы и палаты Московского Кремля, закрытые для массового посещения.
- МАКС-2009 — июль-август 2009 г. В рамках этой акции состоялся розыгрыш билетов на МАКС-2009, а также конкурс, победители которого попали на закрытую авиабазу Кубинка, где базируются лучшие пилотажные группы России — «Стрижи» и «Русские витязи».

## Города вещания
Частота указана в МГц
- Барнаул — 107,9 FM
- Березники (Пермский край) — 101,0 FM
- Бирюч (Белгородская область) — 99,5 FM
- Будённовск (Ставропольский край) — 107,3 FМ
- Буйнакск (Республика Дагестан) — 101,7 FМ
- Великий Новгород — 106,2 FM
- Волгоград — 99,6 FM
- Вышний Волочёк — 89,2 FM
- Дербент (Республика Дагестан) — 98,4 FM
- Евпатория (Крым) — 107,9 FM
- Екатеринбург — 87,6 FM
- Ижевск — 98,5 FM
- Иркутск — 89,8 FM
- Йошкар-Ола — 103,2 FM[6]
- Калининград — 99,5 FM
- Каспийск (Республика Дагестан) — 94,3 FM
- Керчь (Республика Крым) — 89,2 FM
- Краснодар — 87,5 FM
- Красноярск — 96,6 FM
- Курган — 91,0 FM
- Кызыл — 104,4 FM
- Махачкала — 94,3 FM
- Моздок (Республика Северная Осетия - Алания) — 106,9 FМ
- Москва — 95,6 FM
- Мурманск — 88,0 FM
- Омск — 98,1 FM
- Орск (Оренбургская область) — 105,1 FM
- Пермь (Пермский Край) — 92,7 FM
- Плесецк и Мирный (Архангельская область) — 103,2 FM
- Ржев — 101,2 FM
- Родники (Ивановская область) — 89,9 FM
- Рязань — 95,7 FM
- Санкт-Петербург — 94,1 FM
- Севастополь — 88,3 FM
- Симферополь (Республика Крым) — 98,3 FM
- Сыктывкар — 99,3 FM
- Тверь — 98,5 FM
- Тейково (Ивановская область) — 87,5 FM
- Томск / Северск — 88,5 FM[7]
- Тюмень — 95,8 FM
- Феодосия (Республика Крым) — 107,9 FM
- Чебоксары — 107,9 FM
- Чита — 107,4 FM
- Шуя (Ивановская область) — 87,7 FM
- Элиста — 106,1 FM
- Ялта (Республика Крым) — 99,3 FM
- Бердянск — 93.5 FM
- Геническ — 98.5 FM
- Донецк — 106.0 FM
- Луганск — 88.6 FM
- Мелитополь — 98,5 FM
- Стаханов — 101.6 FM
- Токмак — 98,5 FM
- Энергодар — 96,6 FM

### Вещание планируется (Россия)
- Бриньковская — 90,1 FM
- Кимры — 103,1 FM
- Торжок — 95,9 FM

### Вещание прекращено (Россия)
- Вичуга — 69.71 УКВ (частота закрыта)
- Владикавказ — 102.8 FM (Заменено на Радио ENERGY)
- Воронеж — 99.9 FM (заменено на Радио Мир)
- Ковдор — 88,6 FM (частота закрыта)
- Комсомольск-на-Амуре — 90.2 FM (частота закрыта)
- Магнитогорск — 107.0 FM (заменено на Радио Шансон)
- Тамбов — 101.8 FM (Заменено на Радио ENERGY)

### Таджикистан
- Душанбе — 103,7 FM